# Добре-Бэлан, Анишоара
Анишоара Добре-Бэлан (рум. Anișoara Dobre-Bălan; род. 1 июля 1966, Литени, Сучава), в девичестве Бэлан (рум. Bălan) — румынская гребчиха, выступавшая за сборную Румынии по академической гребле во второй половине 1980-х — начале 1990-х годов. Бронзовая призёрка летних Олимпийских игр в Сеуле, серебряная призёрка Олимпийских игр в Барселоне, чемпионка мира, победительница и призёрка многих регат национального значения.

## Биография
Анишоара Бэлан родилась 1 июля 1966 года в городе Литени, Румыния.
Впервые заявила о себе в гребле в 1983 году, выиграв бронзовую медаль в парных двойках на юниорском мировом первенстве во Франции. Год спустя на аналогичных соревнованиях в Швеции стала серебряной призёркой в одиночках.
Первого серьёзного успеха на взрослом международном уровне добилась в сезоне 1985 года, когда вошла в основной состав румынской национальной сборной и побывала на чемпионате мира в Хазевинкеле, откуда привезла награду бронзового достоинства, выигранную в зачёте парных четвёрок — в решающем финальном заезде пропустила вперёд только экипажи из Восточной Германии и Советского Союза.
В 1986 году на мировом первенстве в Ноттингеме получила серебро в парных четвёрках.
На чемпионате мира 1987 года в Копенгагене попасть в число призёров не смогла, показала в той же дисциплине четвёртый результат.
Благодаря череде удачных выступлений удостоилась права защищать честь страны на летних Олимпийских играх 1988 года в Сеуле. В состав парного четырёхместного экипажа, куда также вошли гребчихи Анишоара Миня, Элисабета Липэ и Вероника Коджану, пришла к финишу третьей позади команд из ГДР и СССР — тем самым завоевала бронзовую олимпийскую медаль.
После сеульской Олимпиады Добре-Бэлан осталась в составе гребной команды Румынии на ещё один олимпийский цикл и продолжила принимать участие в крупнейших международных регатах. Так, в 1989 году она выступила на чемпионате мира в Бледе, где одержала победу в программе распашных рулевых восьмёрок.
В 1991 году на мировом первенстве в Вене выиграла серебряную медаль в парных двойках и бронзовую медаль в парных четвёрках.
Находясь в числе лидеров румынской национальной сборной, благополучно прошла отбор на Олимпийские игры 1992 года в Барселоне — на сей раз совместно с Дойной Игнат, Констанцой Бурчикэ и Вероникой Кокеля финишировала в парных четвёрках второй, уступив в финале только титулованным немецким гребчихам, и таким образом добавила в послужной список серебряную олимпийскую награду. Вскоре по окончании этих соревнований приняла решение завершить спортивную карьеру.
Её старшая сестра Дойна Шнеп-Бэлан тоже добилась больших успехов в академической гребле, является трёхкратной чемпионкой мира, обладательницей серебряных и бронзовых медалей Олимпийских игр. Замужем за двукратным олимпийским призёром Дэнуцем Добре.